# キスしてほしい
「キスしてほしい（トゥー・トゥー・トゥー）」は、日本のロックバンド、THE BLUE HEARTSの通算4枚目のシングル。

## 解説
2ndアルバム『YOUNG AND PRETTY』と同時発売された。発売当時はレナウン「I.N.EXPRESS」のCMソングに起用された。
2004年、ソニー・コンピュータエンタテインメントのPlayStation 2のCMソングに起用される。
2006年・2007年にもCMソングとしてカバー起用された。
2008年には日本のウクレレユニット、Cocogrungeがカバーしている。
2009年、花王アタックNEOのCMソングに起用される。また同年3月4日には、覆面バンドA BOY'S SONGにより、女性ボーカルによる同曲を含むTHE BLUE HEARTSカバー曲計6曲が収録されたアルバム「A BOY'S SONG ～THE BLUE HEARTS COVERS～」がリリースされた。
2015年には、キリンビールの氷結のCMソングとしてカバー起用されている。

## 収録曲
1. キスしてほしい（トゥー・トゥー・トゥー）
（作詞・作曲: 甲本ヒロト）
この曲のプロモーション・ビデオは全編アニメーションで制作されており、メンバーは出演していない。甲本はサルを、真島はペンギンを、河口はブタを、梶原はシロクマをモチーフにしたキャラクターになっている。
イントロなどのファルセットのコーラスは河口によるもの。河口の話す声はどちらかといえば低い声だが、歌ではファルセットを得意とし、他にもファルセットを使ったコーラスをしている曲がある。
ライブで演奏される時はギターのカッティングが強調されたサウンドになっていた。
2. チェインギャング
（作詞・作曲: 真島昌利）
タイトルはサム・クックの楽曲からとられたもの。真島がボーカルをつとめる曲で、本来なら1stアルバム『THE BLUE HEARTS』に収録されるはずだったが、「キリストを殺した者」と言う歌詞に否定的な意見が出され見送られ、2ndに収録される。また、インディーズ時代から歌われている古い曲であるが、極初期は最後の歌詞に違いが見られた。
この曲は、真島が、自分が自暴自棄になったときに作った曲だと語っている。
アイドルグループSMAPのメンバー・中居正広のカバーは有名でライブやテレビなどで度々歌われており、フジテレビ系列の「LOVE LOVEあいしてる」や「堂本兄弟」、「めちゃ×2イケてるッ!」などで披露しており、2000年に発売されたSMAPのライブビデオ「LIVE S map」にも収録されている。

## 収録アルバム
- YOUNG AND PRETTY（#1,2）
- MEET THE BLUE HEARTS（#1）
- SUPER BEST（#1,2）
- LIVE ALL SOLD OUT（#1）
- ALL TIME SINGLES 〜SUPER PREMIUM BEST〜（#1,2）